# ロ (テレビ番組)
『ロ』は、1992年4月13日から同年9月25日までフジテレビの深夜番組放送枠『JOCX-TV+』で放送されたテレビ番組。

## 概要
当時実験的な深夜番組が数多く放送されていた時間帯において、この番組の内容はテレビ画面いっぱいに大きく片仮名のロの字を映し、バックに雑談の音声を流すだけというものだった。「ロ」はいろは順の2文字目であり、1926年に行われたテレビ受像実験で「イ」の字が表示図像に選ばれたことのパロディである。
一見それだけのことで、何にも意味が無いように見える番組だが、同時期に放送されたアイキャッチであるGARDENの動物の名前当てや暗号のヒントが隠れていた。ただし、ヒントが無い場合もあった。
放送は毎週月曜日に5分間、金曜日に10分間。放送時間が来たらいきなり「ロ」一文字の画面になり、それが延々5分、10分続いて終了時間が来たらいきなり終わるようになっていた。制作スタッフの名前や「制作著作 フジテレビ」などといったテロップは一切無かった。
「ロ」の文字のパターンには、白地に黒文字と、逆に黒地に白抜き文字の2パターンがあった。

## 放送時間
基本時間。回によっては大きく変動する場合があった。
- 毎週月曜日 27:30 - 27:35
- 毎週金曜日 28:15 - 28:25